# Campeonato Uruguayo de Primera División 1908
El Campeonato Uruguayo 1908 constituyó el octavo torneo de Primera División del fútbol uruguayo organizado por la Liga Uruguaya de Foot-ball (actual Asociación Uruguaya de Fútbol).
El torneo contó con diez participantes y consistió en un campeonato a dos ruedas de todos contra todos, coronando campeón al River Plate Football Club por primera vez en su historia. El torneo contó con varias deserciones durante el transcurso del mismo.
Durante esta temporada se dispone por primera vez que los arqueros utilicen una vestimenta diferencial a los jugadores de campo: por resolución de la League del 29 de julio, se le encomendó a los referees que los goalkeepers debían vestirse con mangas largas de color diferente al resto de los jugadores.

## Equipos participantes

### Relevos temporada anterior
| Club    | Notas:                                                                           |
| ------- | -------------------------------------------------------------------------------- |
| Bristol | Campeón Segunda División de 1907.                                                |
| Dublin  | Segundo puesto en la Tercera División Extra en 1907.                             |
| French  | Segundo puesto de Segunda División de 1907. Debió pasar "prueba de suficiencia". |
| Albion  | Club histórico reincorporado.                                                    |

### Datos de los equipos
| Club                 | Ciudad     | Estadio             | Capacidad | Fundación                | Temporadas | Temporadas Consecutivas | Títulos | 1907 |
| -------------------- | ---------- | ------------------- | --------- | ------------------------ | ---------- | ----------------------- | ------- | ---- |
| Albion               | Montevideo | La Teja             |           | 1 de junio de 1891       | 5          | -                       | -       | -    |
| Bristol              | Montevideo | Field de Maroñas    |           |                          | -          | -                       | -       | -    |
| CURCC                | Montevideo | Villa Peñarol       |           | 28 de septiembre de 1891 | 7          | 7                       | 4       | 1°   |
| Dublin               | Montevideo | Punta Carretas      |           |                          | -          | -                       | -       | -    |
| French               | Montevideo | Camino Reducto      |           |                          | -          | -                       | -       | -    |
| Intrépido            | Montevideo | Punta Carretas      |           |                          | 2          | 2                       | -       | 6°   |
| Montevideo           | Montevideo | Gran Parque Central |           | 1896                     | 7          | 7                       | -       | 5°   |
| Nacional             | Montevideo | Gran Parque Central | 7.000     | 14 de mayo de 1899       | 6          | 6                       | 2       | 4°   |
| River Plate          | Montevideo | Punta Carretas      |           | 1897                     | 1          | 1                       | -       | 3°   |
| Montevideo Wanderers | Montevideo | Camino Millán       |           | 15 de agosto de 1902     | 4          | 4                       | 1       | 2°   |

Notas: Los datos estadísticos corresponden a los campeonatos uruguayos oficiales. Las fechas de fundación son las declaradas por cada club. La columna «Estadio» refleja el estadio donde el equipo más veces juega de local, pero no indica que sea su propietario. Véase también: Estadios de fútbol de Uruguay.

## Tabla de posiciones
|  | Pos. | Equipos              |  | PJ | PG | PE | PP | GF | GC | Dif. | Pts. |
|  | ---- | -------------------- |  | -- | -- | -- | -- | -- | -- | ---- | ---- |
|  | 1    | River Plate F. C.    |  | 18 | 15 | 1  | 2  | 42 | 13 | +29  | 31   |
|  | 2    | Montevideo Wanderers |  | 18 | 12 | 0  | 6  | 38 | 12 | +26  | 24   |
|  | 3    | Nacional             |  | 17 | 11 | 2  | 4  | 33 | 14 | +19  | 24   |
|  | 4    | Dublin               |  | 18 | 11 | 2  | 5  | 32 | 13 | +19  | 24   |
|  | 5    | Bristol              |  | 18 | 8  | 1  | 9  | 34 | 25 | +9   | 17   |
|  | 6    | Albion               |  | 18 | 7  | 3  | 8  | 16 | 35 | -19  | 17   |
|  | 7    | CURCC                |  | 17 | 7  | 2  | 8  | 20 | 6  | +14  | 16   |
|  | 8    | Montevideo           |  | 18 | 8  | 0  | 10 | 17 | 37 | -20  | 16   |
|  | 9    | French               |  | 18 | 4  | 1  | 13 | 20 | 59 | -39  | 9    |
|  | 10   | Intrépido            |  | 18 | 0  | 0  | 18 | 5  | 43 | -38  | 0    |

|  | Campeón Uruguayo. |
|  | Desciende.        |

### Fixture
| 19/04/1908 | C.U.R.C.C.  | w/o  | Intrépido | Villa Peñarol  | Intrépido no se presentó           |
| 19/04/1908 | River Plate | 1-2  | Nacional  | Punta Carretas |                                    |
| 19/04/1908 | Wanderers   | 13-0 | French    | Camino Millán  |                                    |
| 19/04/1908 | Bristol     | 0-2  | Dublín    | Maroñas        |                                    |
| 30/08/1908 | Montevideo  | 1-2  | Albion    | Parque Central | Partido del 19 de abril postergado |

| 26/04/1908 | Bristol    | 0-1 | Nacional    | Maroñas        |  |
| 26/04/1908 | Montevideo | 1-4 | River Plate | Parque Central |  |
| 26/04/1908 | Dublín     | 8-0 | Albion      | Punta Carretas |  |
| 26/04/1908 | C.U.R.C.C. | 6-1 | French      | Villa Peñarol  |  |
| 26/04/1908 | Intrépido  | 0-6 | Wanderers   | Punta Carretas |  |

| 03/05/1908 | Wanderers   | 6-0 | Albion     | Camino Millán  |                                                                               |
| 03/05/1908 | Montevideo  | 0-2 | Dublín     | Parque Central | El juego no llegó a terminar por incidentes, la liga confirmaría el resultado |
| 03/05/1908 | Bristol     | 0-2 | C.U.R.C.C. | Maroñas        |                                                                               |
| 03/05/1908 | River Plate | 5-0 | Intrépido  | Punta Carretas | El juego no llegó a terminar por incidentes, la liga confirmaría el resultado |
| 03/05/1908 | Nacional    | 4-0 | French     | Parque Central |                                                                               |

| 10/05/1908 | River Plate | 1-1 | Dublín     | Punta Carretas |  |
| 10/05/1908 | Wanderers   | 0-2 | C.U.R.C.C. | Camino Millán  |  |
| 10/05/1908 | Albion      | 2-2 | French     | La Teja        |  |
| 10/05/1908 | Nacional    | 7-2 | Montevideo | Parque Central |  |
| 10/05/1908 | Bristol     | 7-2 | Intrépido  | Maroñas        |  |

| 17/05/1908 | Nacional    | 0-0 | C.U.R.C.C. | Parque Central |  |
| 17/05/1908 | Wanderers   | 0-2 | Dublín     | Camino Millán  |  |
| 17/05/1908 | River Plate | 2-1 | Bristol    | Punta Carretas |  |
| 17/05/1908 | Montevideo  | 0-3 | French     | Parque Central |  |
| 17/05/1908 | Albion      | 3-0 | Intrépido  | La Teja        |  |

| 24/05/1908 | C.U.R.C.C.  | 1-0 | Dublín    | Villa Peñarol  |  |
| 24/05/1908 | River Plate | 2-1 | French    | Punta Carretas |  |
| 24/05/1908 | Nacional    | 6-0 | Intrépido | Parque Central |  |
| 24/05/1908 | Montevideo  | 2-1 | Wanderers | Parque Central |  |
| 24/05/1908 | Albion      | 3-1 | Bristol   | Maroñas        |  |

| 31/05/1908 | Dublín      | 1-0 | Intrépido  | Punta Carretas |                                                                               |
| 15/11/1908 | Wanderers   | w/o | Nacional   |                | Postergado originalmente, para el 15 de noviembre Nacional se había retirado. |
| 18/10/1908 | Montevideo  | w/o | C.U.R.C.C. | Parque Central | Postergado originalmente, para el 18 de octubre CURCC se había retirado       |
| 20/09/1908 | River Plate | w/o | Albion     | Punta Carretas | Albion no se presentó                                                         |
| 18/10/1908 | Bristol     | 5-0 | French     | Maroñas        |                                                                               |

| 07/06/1908 | Albion    | 0-0 | C.U.R.C.C.  | La Teja        |  |
| 07/06/1908 | Bristol   | 6-0 | Montevideo  | Maroñas        |  |
| 14/06/1908 | Dublín    | 1-2 | Nacional    | Punta Carretas |  |
| 18/06/1908 | French    | 3-1 | Intrépido   | Camino Reducto |  |
| 26/07/1908 | Wanderers | 0-1 | River Plate | Camino Millán  |  |

| 18/06/1908 | River Plate | 2-1 | C.U.R.C.C. | Punta Carretas | |
| 18/10/1908 | Albion      | w/o | Nacional   | La Teja        | Partido ganado por Nacional 3-1 el 31 de mayo, posteriormente anulado. Para el 18 de octubre Nacional se había retirado. |
| 14/06/1908 | Bristol     | 0-2 | Wanderers  | Maroñas        | |
| 07/06/1908 | Dublín      | 1-0 | French     | Punta Carretas | |
| 14/06/1908 | Montevideo  | 5-0 | Intrépido  | Parque Central | |

| 21/06/1908 | Intrépido | 2-3 | C.U.R.C.C.  | Punta Carretas |  |
| 21/06/1908 | Nacional  | 1-5 | River Plate | Parque Central |  |
| 21/06/1908 | French    | 1-2 | Wanderers   | Camino Reducto |  |
| 21/06/1908 | Dublín    | 3-1 | Bristol     | Punta Carretas |  |
| 21/06/1908 | Albion    | 1-3 | Montevideo  | La Teja        |  |

| 06/09/1908 | Nacional    | 3-3 | Bristol    | Parque Central |  |
| 05/07/1908 | River Plate | 7-0 | Montevideo | Punta Carretas |  |
| 27/09/1908 | Albion      | 1-1 | Dublín     | La Teja        |  |
| 14/06/1908 | French      | 1-5 | C.U.R.C.C. | Camino Reducto |  |
| 05/07/1908 | Wanderers   | 6-0 | Intrépido  | Camino Millán  |  |

| 25/10/1908 | Albion     | 0-4 | Wanderers   | Camino Millán  | |
| 02/08/1908 | Dublín     | 0-1 | Montevideo  | Parque Central | |
| 26/07/1908 | C.U.R.C.C. | w/o | Bristol     | Villa Peñarol  | CURCC debía jugar un desempate con Albion por Copa Competencia, luego al desafiliarse el 16 de septiembre se le daría por perdido este encuentro |
| 07/06/1908 | Intrépido  | 0-2 | River Plate | Punta Carretas | El Partido se completó el 2 de agosto con un pico de 20 minutos                                                                                  |
| 19/07/1908 | French     | 1-4 | Nacional    | Camino Reducto | |

| 25/08/1908 | Dublín     | 3-2 | River Plate | Punta Carretas | |
| 06/09/1908 | C.U.R.C.C. | w/o | Wanderers   | Villa Peñarol  | CURCC debía jugar un desempate con Dublín por Copa de Honor, no se presentó y posteriormente se desafiliaría |
| 23/08/1908 | French     | 1-3 | Albion      | La Teja        | |
| 25/10/1908 | Montevideo | w/o | Nacional    | Parque Central | Encuentro postergado originalmente, para el 25 de octubre se había retirado                                  |
| 24/08/1908 | Intrépido  | w/o | Bristol     | Maroñas        | Intrépido no se presentó                                                                                     |

| --/--/--   | C.U.R.C.C. | --- | Nacional    |                | Ambos se habían retirado de la competencia |
| 18/10/1908 | Dublín     | 0-1 | Wanderers   | Camino Millán  |                                            |
| 25/10/1908 | Bristol    | 0-1 | River Plate | Punta Carretas |                                            |
| 27/09/1908 | French     | 2-1 | Montevideo  | Camino Reducto |                                            |
| --/--/--   | Intrépido  | w/o | Albion      |                | Intrépido no se presentó                   |

| 04/10/1908 | Dublín    | w/o | C.U.R.C.C.  | Parque Central | CURCC estaba desafiliado                                    |
| 11/10/1908 | French    | 1-3 | River Plate | Camino Reducto |                                                             |
| 04/10/1908 | Intrépido | w/o | Nacional    |                | Intrépido no se presentó. Al poco tiempo se retira Nacional |
| 04/10/1908 | Wanderers | w/o | Montevideo  | Camino Millán  | Montevideo no se presentó                                   |
| 02/08/1908 | Bristol   | 6-0 | Albion      | Maroñas        |                                                             |

| 19/07/1908 | Intrépido  | 0-2 | Dublín      | Punta Carretas | |
| 07/06/1908 | Nacional   | 2-1 | Wanderers   | Parque Central | |
| 19/07/1908 | C.U.R.C.C. | w/o | Montevideo  | Villa Peñarol  | Postergado por el choque de CURCC vs. Albion por Copa Competencia, posteriormente al desafiliarse CURCC perdió este encuentro. |
| 14/06/1908 | Albion     | 1-2 | River Plate | La Teja        | |
| 26/07/1908 | French     | 1-2 | Bristol     | Camino Reducto | |

| 25/10/1908 | C.U.R.C.C.  | w/o | Albion    | Villa Peñarol  | CURCC estaba desafiliado                                  |
| 17/06/1908 | Montevideo  | 1-2 | Bristol   | Parque Central |                                                           |
| 26/07/1908 | Nacional    | 1-0 | Dublín    | Parque Central |                                                           |
| --/--/--   | Intrépido   | w/o | French    |                | Luego de sucesivas ausencias, Intrépido fue descalificado |
| 01/11/1908 | River Plate | 2-0 | Wanderers | Punta Carretas |                                                           |

| 15/11/1908 | C.U.R.C.C. | w/o | River Plate | Villa Peñarol  | CURCC estaba desafiliado                                                                                  |
| 18/06/1908 | Nacional   | w/o | Albion      | Parque Central | El partido fue ganado por Albion 2-1, pero lo perdió en la liga por alinear indebidamente a un futbolista |
| 20/09/1908 | Wanderers  | 2-0 | Bristol     | Camino Millán  | |
| 25/10/1908 | French     | 2-5 | Dublín      | Camino Reducto | |
| 09/08/1908 | Intrépido  | w/o | Montevideo  | Punta Carretas | Intrépido fue descalificado                                                                               |

### Tabla de resultados
| Equipos              | River Plate | Wanderers | Nacional | Dublin | Bristol | Albion | CURCC | Montevideo | French | Intrépido |
| River Plate F. C.    |             | 2-0       | 1-2      | 1-1    | 2-1     | WO-A   | 2-1   | 7-0        | 2-1    | 5-0       |
| Montevideo Wanderers | 0-1         |           | WO-A     | 0-2    | 2-0     | 6-0    | 0-2   | WO-A       | 13-0   | 6-0       |
| Nacional             | 1-5         | 2-1       |          | 1-0    | 3-3     | WO-A   | 0-0   | 7-2        | 4-0    | 6-0       |
| Dublin               | 3-2         | 0-1       | 1-2      |        | 3-1     | 8-0    | WO-A  | 0-1        | 1-0    | 1-0       |
| Bristol              | 0-1         | 0-2       | 0-1      | 0-2    |         | 6-0    | 0-2   | 6-0        | 5-0    | 7-2       |
| Albion               | 1-2         | 0-4       | WO-A     | 1-1    | 3-1     |        | 0-0   | 1-3        | 2-2    | 3-0       |
| CURCC                | A-WO        | A-WO      | ---      | 1-0    | A-WO    | A-WO   |       | A-WO       | 6-1    | WO-A      |
| Montevideo           | 1-4         | 2-1       | WO-A     | 0-2    | 1-2     | 1-2    | WO-A  |            | 0-3    | 5-0       |
| French               | 1-3         | 1-2       | 1-4      | 2-5    | 1-2     | 1-3    | 1-5   | 2-1        |        | 3-1       |
| Intrépido            | 0-2         | 0-6       | A-WO     | 0-2    | A-WO    | A-WO   | 2-3   | A-WO       | A-WO   |           |

Aclaraciones :
Lamentablemente algunas de las tablas de posiciones que circulan de la copa uruguaya tienen errores, en algunos casos garrafales. Los resultados presentados aquí se chequearon en diversas fuentes, en cuanto a la temporada de 1908 tuvo la particularidad de la  deserción de los grandes y muchos partidos postergados por diversas razones (lluvias,incidentes, partidos protestados y anulados, partidos internacionales o coincidencia con partidos de copa de aquellos equipos que iban avanzando en ellas), con lo cual se daba el hecho de que en una misma jornada algunos equipos jugaran partidos de liga y otros de copa, o que en un mismo día se jugaran partidos correspondientes a fechas diferentes. Los partidos aparecen aquí respetando el orden del fixture y se puede apreciar entonces como el calendario se iba completando como un verdadero rompecabezas.
Otra cosa que puede llamar a la confusión es el saldo favorable de goles del Curcc, esto es porque al desafiliarse perdió sus partidos restantes (siete) pero sin aplicar goles , conservando entonces el saldo que llevaba hasta su retiro.
Notas:
CURCC abandonó la competencia luego del 10.º partido.

Nacional abandonó la competencia luego del 14.º partido.

Intrépido fue desafectado luego de no concurrir a 4 de sus 13 primeros partidos.

El partido CURCC - Nacional no fue disputado.
|                                                    |
| Uruguay                                            |
| Campeón Uruguayo 1908 River Plate F.C. 1.er título |